# يكة حاملة الأوبار
يوكا حاملة الأوبار (الاسم العلمي:Yucca crinifera) هي نوع غير مؤكد من النباتات تتبع جنس اليوكا من الفصيلة الهليونية.